# جیم‌جم
جیم‌جم (انگلیسی: JimJam) شرکت رسانه‌ای هلندی است، که در سال ۲۰۰۶ تأسیس شد.